# Roger Martin Buergel
Roger Martin Buergel (ur. 1962 w Berlinie) – niemiecki kurator i krytyk sztuki; w latach 2013–2021 był dyrektorem Muzeum Johanna Jacobsa w Zurychu.

## Życiorys
Roger M. Buergel urodził się w 1962 r. w Berlinie Zachodnim. W 1987 r. ukończył studia na Instytucie Sztuki Współczesnej w Akademii Sztuk Pięknych w Wiedniu. W latach 1986–1989 studiował filozofię i ekonomię na Uniwersytecie Wiedeńskim. W 1985 r. został prywatnym sekretarzem wiedeńskiego akcjonisty Hermanna Nitscha i pozostawał nim do 1987 r..
W 1990 r. objął katedrę profesorską na Wydziale Historii Uniwersytetu Wiedeńskiego. Wykładał teorię kina, prowadził zajęcia z zakresu sztuki nowoczesnej i współczesnej. Dodatkowo w latach 1997–1999 był badaczem wizytującym w MIT i na Uniwersytecie Kalifornijskim. Współzałożyciel wydawanego od 1995 roku magazynu artystycznego „Springerin”.
W kolejnych latach ścieżki zawodowej Buergel zajmował się głównie badaniami naukowymi z zakresu sztuki oraz był kuratorem. Został pierwszym laureatem nagrody Waltera Hoppsa za osiągnięcia kuratorskie w 2002 r.. W latach 2003–2007 był dyrektorem artystycznym documenta 12, za co w 2015 roku otrzymał Heską Nagrodę Kultury. Objął także stanowisko kuratora podczas Busan Biennale 2012 w Korei Południowej.
W latach 2013–2021 był dyrektorem Muzeum Johanna Jacobsa w Zurychu, którego jest także jednym z założycieli.

## Wystawy (wybrane)
- 2000: wystawa Things we don't understand, Fundacja Generali, Wiedeń (wspólnie z Ruth Noack)[7];
- 2004-2005: How do we want to be governed? (Figure and Ground) z serii Die Regierung (Rząd), Miami Art Central (MAC), (wspólnie z Ruth Noack)[8];
- 2006-2007: 12. edycja documenta Kassel[9][10];
- 2012: Busan Biennale, temat wystawy Garden of Learning[11];
- 2018: Mobile Worlds or The Museum of our Transcultural Present, muzeum Sztuki i Rzemiosła w Hamburgu (niem. Museum für Kunst und Gewerbe)[12].